# 마테오 탈리아리올
마테오 탈리아리올(이탈리아어: Matteo Tagliariol, 1983년 1월 7일~)은 이탈리아의 펜싱 선수로 주 종목은 에페이다. 2008년 하계 올림픽 개인전 금메달을 획득했으며 세계 선수권 대회에서 은메달 2개를 획득했다.

## 수상

### 수훈
- 사령관 이탈리아 공화국 공로장(2008년 9월 1일)
- 체육공로금장(2008년 12월 17일)